# Holcencyrtus scapus
Holcencyrtus scapus är en stekelart som först beskrevs av Gordh och Trjapitzin 1980.  Holcencyrtus scapus ingår i släktet Holcencyrtus och familjen sköldlussteklar. Inga underarter finns listade i Catalogue of Life.